# Edifici antic de la Universitat de Perpinyà

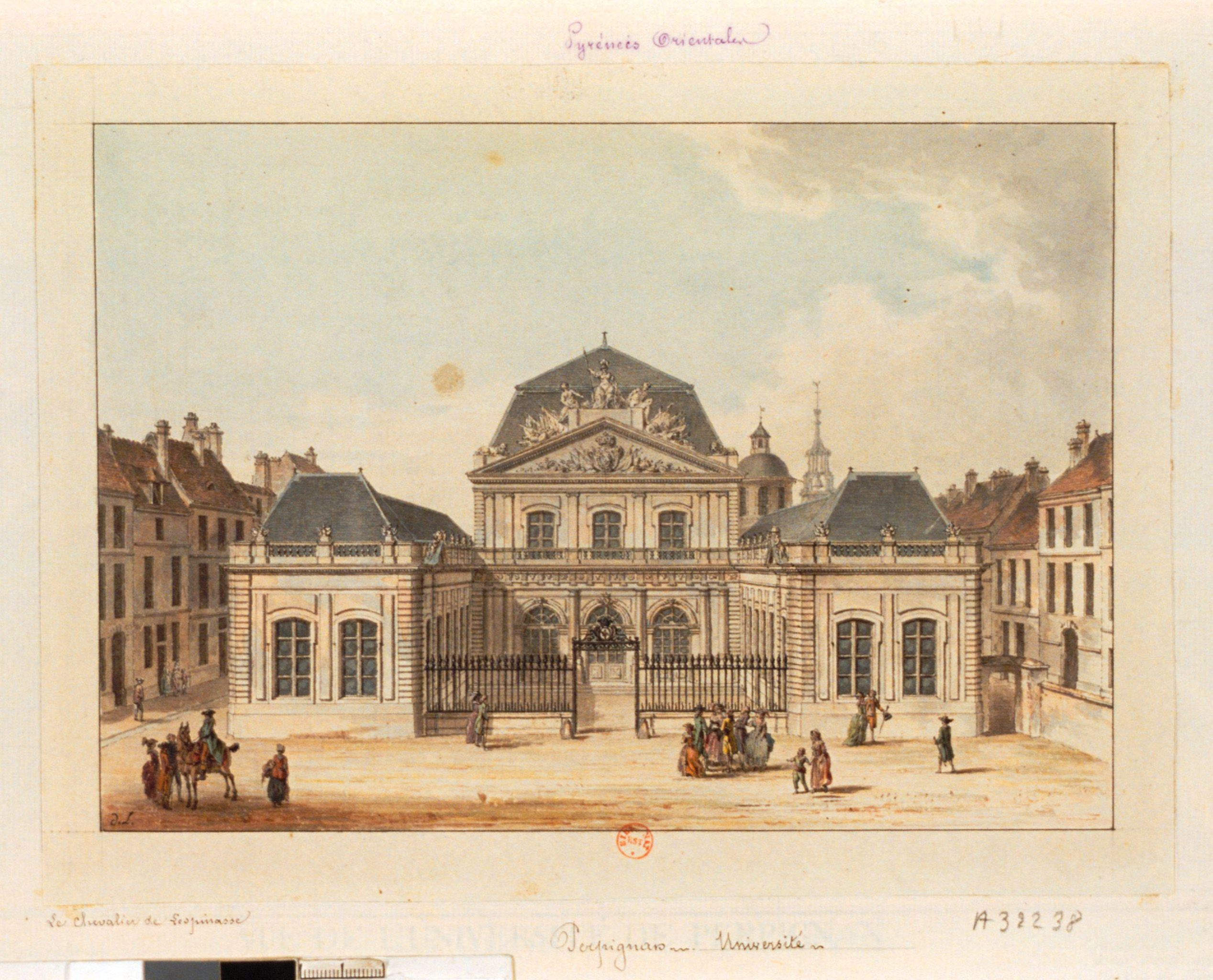
Gravat del 1787 que mostra l'edifici

L'edifici antic de la Universitat de Perpinyà, també anomenat Antiga Universitat, és un edifici històric de la ciutat de Perpinyà, a la comarca del Rosselló, a la Catalunya del Nord.
Està situat a la vila vella de Perpinyà, a la partió de les parròquies de Sant Joan Baptista, Santa Maria de la Real i Sant Jaume, però en territori de la darrera. El delimiten els carrers del Museu, per on té l'entrada principal, el de la Universitat i el del Forn de Sant Jaume.
Construït el 1760, es dedicà a l'ensenyament universitari fins al 1793; amb posterioritat tingué usos diversos: biblioteca municipal, museu de Belles Arts i, a partir del 1980, arxiu municipal. Per bé que es tracta d'un monument protegit, l'estat de conservació podria ser millor.

## Història

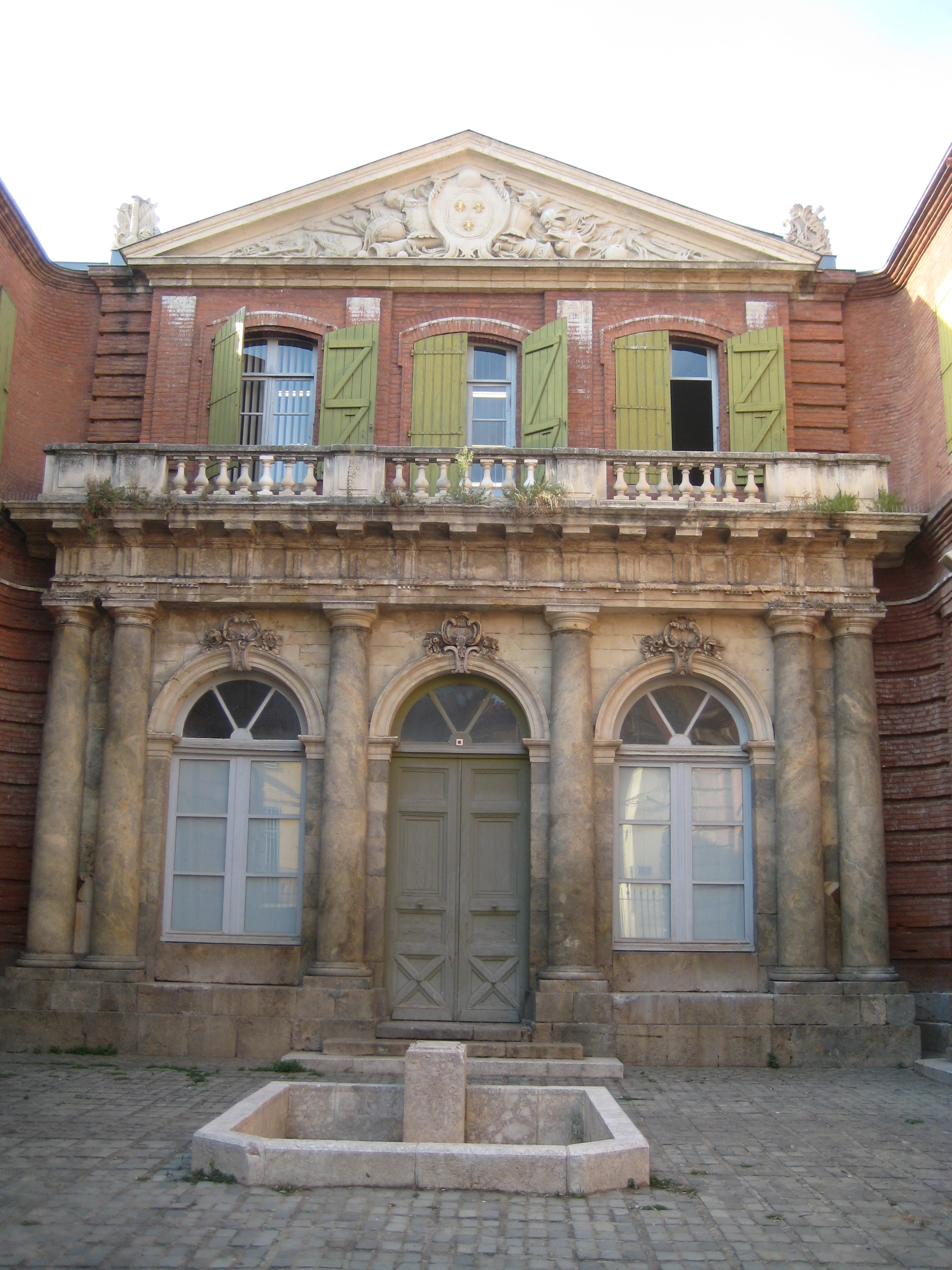
Frontal del cos central

La universitat de Perpinyà fou la segona més antiga de la Corona d'Aragó, després de la de Lleida, del 1300, i una de les més antigues del món. L'studium generale de Perpinyà va ser fundat el 1349 per Pere III de Catalunya-Aragó, després d'haver vençut Jaume III de Mallorca i conquerit el Rosselló el 1344. Encara que s'hi ensenyava dret, art i teologia (posteriorment també medicina), la concurrència amb les més veteranes universitats de Montpeller (del 1220), Tolosa (del 1229) i Lleida -la de Barcelona no es fundà fins al 1533, i la de Girona el 1561- feu que la universitat perpinyanenca tingués una projecció limitada. De fet, les famílies nord-catalanes benestants s'estimaven més enviar els fills a les universitats occitanes que no pas a la local; per contra, per a estudiants del sud de l'Albera podia ser una oferta d'interès fins a l'obertura d'altres universitats catalanes al segle xvi. La pèrdua d'estudiants i de projecció social fou progressiva al llarg de diversos segles.
L'estat de decadència que tenien els estudis superiors a Perpinyà al segle xviii, sense local propi a partir del 1710, i una voluntat per afrancesar una zona de frontera, motivaren el comandant en cap del Rosselló, el comte de Mailly, a construir un nou edifici per a la universitat de Perpinyà, al qual contribuí amb 20.000 lliures del seu pressupost. El 31 de març del 1759, el rei Lluís XV signà una declaració especificant els principis i les modalitats per dur a terme la renovació de la universitat; i una ordenança del 7 de setembre relacionà les disposicions materials per a sufragar l'obra. El 15 de desembre del 1759, l'enginyer de Ponts i Calçades del Rosselló Lescure  presentà els plànols i els pressupostos. L'edificació es feu al barri de Sant Jaume entre el 1760 i el 1763, i en tingué cura el constructor de La Grassa Antoine Brossette. Es considera que el disseny de la façana principal seguí el model d'un temple maçònic, i hom atribueix aquesta influència al fet que el comte de Mailly, el primer mestre d'obres triat, Lanier, i potser l'enginyer Lescure haurien estat membres de l'organització. En paral·lel i amb vinculació a la universitat, però a una altra ubicació, de Mailly establí un jardí de plantes al bastió dels Caputxins, i un d'arbusts al bastió de França, amb disseny del botànic montpellerenc Antoine Gouan.

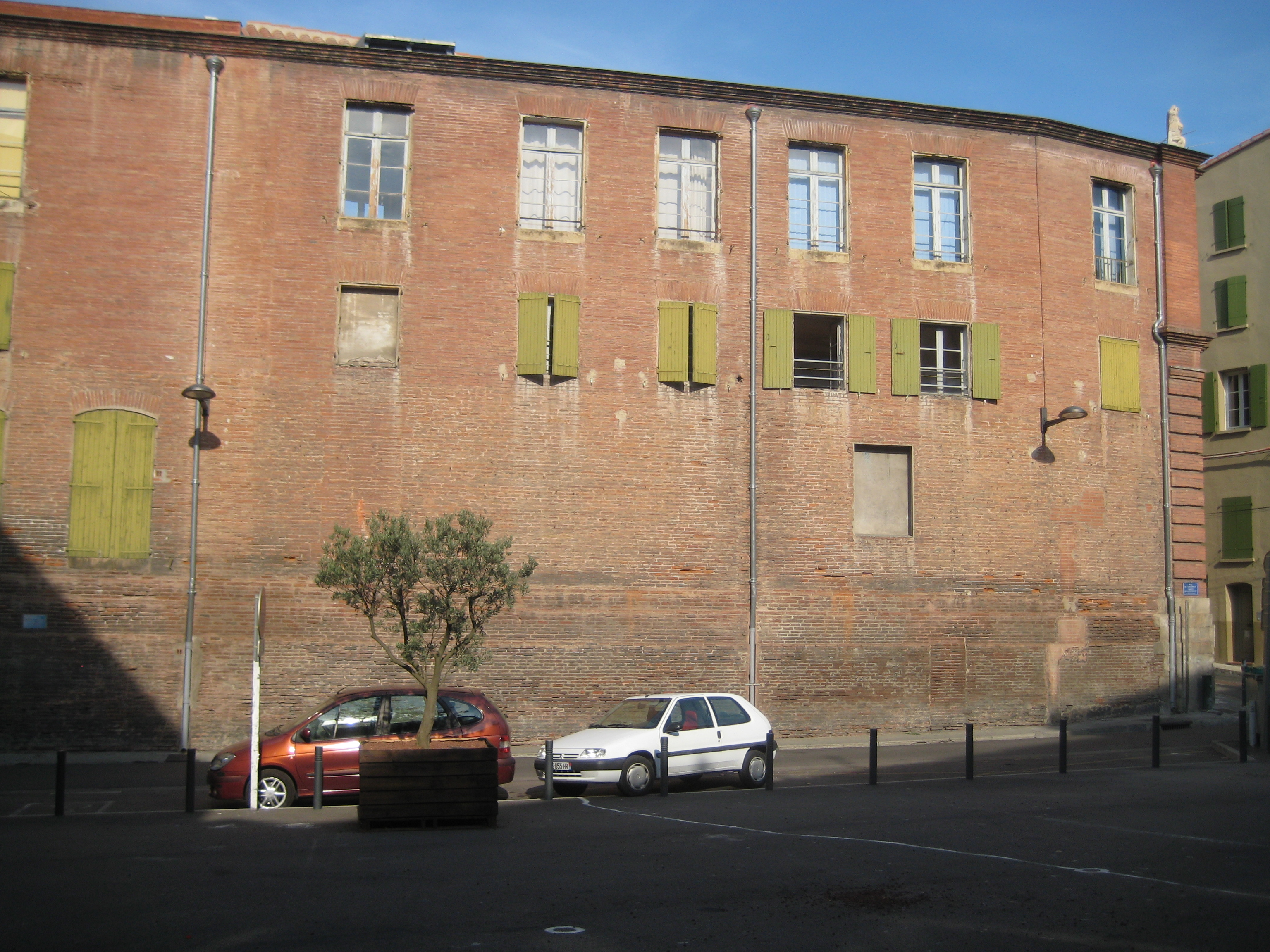
Vista lateral oest

En un termini de ben pocs anys, l'edifici de la Universitat constà d'una gran sala d'actes, que doblava com a biblioteca pública -el fons de la qual De Mailly enriquí amb donacions generoses-, d'un espai per a aules, un gabinet de física experimental, un altre d'història natural i, en un edifici annex, un amfiteatre d'anatomia, anomenat "la rotonde". El 2 de juliol del 1786, el rector Louis Marigo-Vaquer expressà el reconeixement de la institució inaugurant un bust dedicat al marquès de Mailly, tot elogiant-ne l'interès a nodrir les col·leccions d'objectes naturals, vius o preservats. A la renovada universitat s'hi ensenyava anatomia, a càrrec d'un cirurgià de l'Hospital Militar de Perpinyà, botànica, medicina (amb una càtedra atribuïda a Josep Celles), i un curs de física experimental. També matemàtiques, encara que la coincidència d'assignatura amb el competidor Col·legi Reial (dels jesuïtes) portà molts problemes. El 1770 es creà el curs d'història natural, i la càtedra de química el 1786.
Després que la universitat deixés de funcionar el 1793 i fos substituïda per l'"École Centrale" de Perpinyà, el local s'utilitzà com a biblioteca municipal. Del 1833 al 1979 l'edifici acollí el Museu de Belles Arts i, a partir del 1980, va ser adscrit als arxius municipals. Al segle xix es remuntaren les dues ales de l'edifici amb un pis més, per igualar-les en alçada al cos central. L'Antiga Universitat de Perpinyà va ser declarada Monument històric de França el 12 de desembre del 2005; aquesta declaració comprenia l'antiga universitat en la seva totalitat, i esmentava expressament "l'antic amfiteatre d'anatomia, el sòl del pati d'entrada, la reixa, i tota la punta del triangle que envolta l'amfiteatre d'anatomia". En el present acull tant els arxius municipals com exposicions temporals.

## Arquitectura

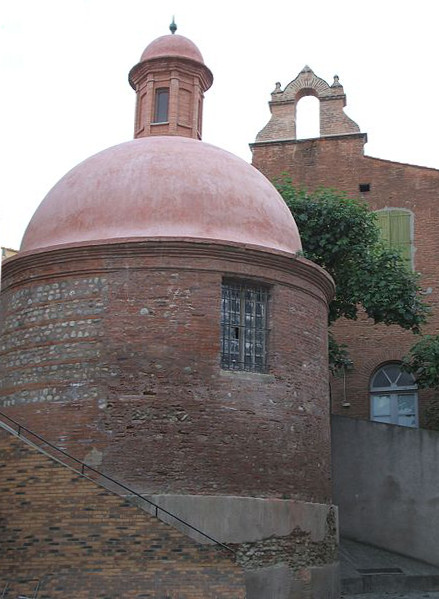
Edifici de l'amfiteatre d'anatomia

L'antiga universitat està disposada en una parcel·la triangular, on els tres cossos de l'edifici formen una U, amb l'obertura i l'entrada principal en el cos central obert al carrer del Museu. La primera impressió està marcada per la fusió entre l'arquitectura [neo]clàssica francesa i l'ús de materials constructius rossellonesos, com el maó vermell, la pedra tallada blanca, record del marbre tan abundant a la regió, o el ferro de la reixa d'entrada, provinent de les mines del Canigó. L'harmònica distribució de masses inicial, amb un edifici central més alt que els dos laterals, va desaparèixer amb l'alçament de les ales fins a l'altura del cos central, amb la pèrdua també del coronell original. La façana central d'estil clàssic està rematada per un frontó en pedra tallada, i amb una cornisa amb pedra de la Palme. Al timpà del frontó, s'hi havien d'esculpir els escuts reials en baix relleu; però l'escultura no es dugué a terme, i el frontó roman llis i nu. Al segle xix es van transformar dues de les tres portes de la façana d'actes en finestres, a banda i banda de la porta principal actual, i s'obrí una porta nova a la part de darrere de l'edifici, per la banda de la rotonda.
En l'essencial, la disposició interior de l'edifici ha romàs sense modificacions al llarg dels anys. La sala d'actes de la planta baixa, la peça més gran i important de la construcció, està ornamentada amb un decorat estucat d'estil clàssic; i el sostre mostra un fals revoltó disposat sobre un arquitrau en funcions d'imposta.
Rere l'edifici principal, en el vèrtex del triangle que dibuixa la parcel·la on s'inscriu, s'hi construí una torre cilíndrica rematada per una cúpula, i fou la construcció on es feu l'amfiteatre per a les demostracions d'anatomia i classes pràctiques de fisiologia sobre animals. En el seu moment, al segle xviii, era un dels escassos existents al país. L'estat de conservació de l'interior, en el present, no reflecteix de cap manera aquest passat històric.